# Canthydrus buqueti
Canthydrus buqueti là một loài bọ cánh cứng trong họ Noteridae. Loài này được Laporte miêu tả khoa học đầu tiên năm 1835.